# 14964 Robertobacci
14964 Robertobacci (1996 VS) là một tiểu hành tinh nằm phía ngoài của vành đai chính được phát hiện ngày 2 tháng 11 năm 1996 bởi L. Tesi và G. Cattani ở San Marcello Pistoiese. Nó được đặt theo tên của một nhà thiên văn nghiệp dư người Ý Roberto Bacci.